# Verkhnetulomski
Verkhnetulomski - Верхнетуломский (rus) és un possiólok rus, a la península de Kola, administrativament inclòs a l'óblast de Múrmansk a l'extrem nord-oest de Rússia, a 65 km al sud-oest de Múrmansk i a 1.461 km al nord de Moscou. La vila es fundà a causa de la construcció a partir del 1961 de la central hidroelèctrica Verkhnetulomskaia, al Tuloma. Aconseguí l'estatus de vila urbana (possiólok) el 1966.